# Комана (манастир)
 Тази статия е за манастира в Румъния.  За други значения вижте Комана (пояснение).  
Комана (на румънски: Mănăstirea Comana) е православен манастир в село Комана в южна Румъния, основан от Влад Цепеш през 1461 г. Включена в Списъка на историческите паметници на Румъния.
В първоначалния си вид манастирът е укрепен с крепостни стени срещу нападения. Избраното място за строежа му се намира на остров, ограден в миналото от блата, и достъпът до него е ставал откъм север, където е имало изграден дървен мост, който лесно можело да бъде запален в случай на опасност. След като започва да се руши, манастирът е напълно сринат и съграден отново през 1589 г. от болярина Раду X Щербан (по-късно избран за княз) с размери 61 m на 56 m, отново със защитни стени и пет отбранителни кули. Обновяван е и впоследствие при княз Щербан I Кантакузин през 1699 – 1703 г., както и по-късно през XIX век. Църквата пострадва при земетресенията от 1977 и 1986 г. и в периода 1988 – 1990 е укрепена.
При археологически разкопки на манастира през 1970-те години е открито обезглавено тяло, което според някои историци е възможно да е принадлежало на Влад Цепеш, още повече, че наблизо се провежда битката, в която той пада убит. Според други изследователи тленните му останки са погребани в манастира Снагов. Трудно е да се установи истината, тъй като погребението е извършено тайно, за да не бъде трупът му поруган от турците.
В манастира Комана е погребан Николай I Петрешку, синът на княз Михай Витязул. Той умира през 1627 г. и е погребан в град Дьор в дн. Унгария, но съпругата му Анка и сестра ѝ Елина ексхумират останките му през 1640 г. и ги пренасят в Комана. Пак тук е погребан и обновителят на манастира Щербан Кантакузин, но гробът му не е запазен – през 1854 г. е разрушен от гръцките монаси.